# Trichofrons pantherella
Trichofrons pantherella är en fjärilsart som beskrevs av Achille Guenée 1849. Trichofrons pantherella ingår i släktet Trichofrons och familjen antennmalar. Inga underarter finns listade i Catalogue of Life.